# Домогацкие
Домогацкие (пол. Domogacki) — древний русский дворянский род.
Род Домогацких внесён Губернским дворянским депутатским собранием в VI часть дворянской родословной книги Калужской губернии Российской империи.

## История рода
Иван Фатьянович Домогацкий верстал новиков по Козельску (1596).
История дворянского рода этой фамилии начинается с московского дворянина (1676-1677) Андреяна Фёдоровича Домогацкого, который был жалован вотчиной (1671), его потомство внесено в родословную книгу Калужской губернии.
Владельцами населённых имений было двенадцать представителей рода Домогацких (1699).
Домогацкий Иван Антонович комендант в Азовской губернии (1713).

## Описание герба
В щите, имеющем красное поле изображены две серебряные луны и посредине оных меч с золотым эфесом, обращённые: первые рогами к краям щита, а последний острием вниз.
Щит увенчан дворянскими шлемом и короной, с пятью страусовыми перьями. Намёт на щите красный, подложен серебром. Герб рода Домогацких внесён в Часть 10 Общего гербовника дворянских родов Всероссийской империи, стр. 69.

## Известные представители
- Домогацкие: Никита Елизарьевич, Григорий и Томило Васильевичи, Фёдор Дементьевич, Григорий Алексеевич, Владимир Михайлович - городовые дворяне по Козельску (1619-1622) и внесены в родословную книгу Калужской губернии.
- Домогацкий Кузьма Владимирович - воевода в Мосальске (1668), московский дворянин (1671-1677), владел поместьем в Серпейском уезде.
- Домогацкий Никон Фёдорович - московский дворянин (1676-1677).
- Домогацкий Семён Фёдорович - московский дворянин (1679-1692).
- Домогацкий Петр Максимович - московский дворянин (1681-1692).
- Домогацкий Алексей Андриянович - стольник (1692).
- Домогацкие: Михаил Никонович, Никифор Семёнович, Иван Борисович, Антон Григорьевич и Борис Андреянович - стряпчие (1692)[5][6][4].